# Липовка (Сасовский район)
Ли́повка — деревня в Сасовском районе Рязанской области России. Входит в состав Демушкинского сельского поселения.
Расположена в 27 километрах к северу-востоку от райцентра Сасово, на берегу правобережного озера-старицы реки Мокши.  В селе 3 улицы:
- ул. Дачная (до 2010 г. - Песчанная, Куток);
- ул. Речная (до 2010 г. - Набережная, Выползень)
- ул. Сосновая (с 2010 г. объединяет 2 улицы: 
  - ул. Центральная, Посёлок
  - ул. Кадомская).

Ближайшие населённые пункты:

— село Ласицы в 4 км к югу, на противоположном берегу реки Мокши;

— деревня Рожково в 4 км к юго-западу, на противоположном берегу реки Мокши;

— деревня Демушкино в 8 км к юго-западу по грунтовой песчаной дороге через понтонную переправу, на другом берегу реки Мокши.

## Население
| 1984 | 1989 | 2010 |
| ---- | ---- | ---- |
| 210  | ↘127 | ↘25  |

## Интересные факты
- Только два населённых пункта Сасовского района расположены на правобережье Мокши — Мыс Доброй Надежды и Липовка.